# Susy Andersen
Pour les articles homonymes, voir Andersen.
Susy Andersen, de son vrai nom, Maria Antonietta Golgi, née le 20 avril 1940 à Pula, aujourd'hui en Croatie, est une actrice italienne, active au cinéma dans les années 1960.

## Biographie
Susy Andersen a notamment tourné dans des films de genre (péplum, comédies italienne) et des films de Série B. Cependant, elle a également tenu quelques rôles plus importants, comme celui dans Le Cocu magnifique d'Antonio Pietrangeli, tourné en 1964 aux côtés d'Ugo Tognazzi.

## Filmographie
- 1960 : Sapho, Vénus de Lesbos (Saffo, venere di Lesbo) de Pietro Francisci : Actis
- 1963 : Les Gladiatrices (Le Gladiatrici) de Antonio Leonviola : Tamar
- 1963 : Les Trois Visages de la peur (I tre volti della paura) de Mario Bava, sketch Les Wurdalaks (I Wurdalak) : Sdenka
- 1964 : Rome contre Rome (Roma contro Roma) de Giuseppe Vari : Tullia
- 1964 : Les 2 violents (I due violenti) de Primo Zeglio : Mary Sheridan
- 1964 : Le Cocu magnifique (Il magnifico cornuto) de Antonio Pietrangeli : Wanda
- 1964 : Ah ! Les Belles Familles (Le belle famiglie) de Ugo Gregoretti : (sketch Il bastardo della regina) : Carla
- 1965 : Die Herren de Franz Seitz, Rolf Thiele et Alfred Weidenmann (épisodes 1 et 2) : Eveline
- 1966 : A 077 défie les tueurs ou Bob Fleming mission Casablanca (A 077 - Sfida ai killers) de Anthony Dawson : Velka
- 1967 : Quinze Potences pour un salopard (15 forche per un assassino) de Nunzio Malasomma : Barbara Ferguson
- 1968 : La bambolona de Franco Giraldi : Silvia
- 1969 : Le Labyrinthe du sexe (Nel labirinto del sesso) de Alfonso Brescia : La nymphomane
- 1969 : La Loi des gangsters (La legge dei gangsters) de Siro Marcellini : Mayde

## Sources
- (it) Cet article est partiellement ou en totalité issu de l’article de Wikipédia en italien intitulé « Susy Andersen » (voir la liste des auteurs).